# Spinus cucullatus
Il cardinalino del Venezuela (Spinus cucullatus (Swainson, 1820)) è un uccello passeriforme della famiglia Fringillidae.

## Etimologia
Il nome scientifico della specie, cucullatus, deriva dal latino e significa "incappucciato", in riferimento alla testa nera dei maschi; il nome comune è anch'esso un riferimento alla livrea dei maschi, così come all'areale di distribuzione della specie.

## Descrizione

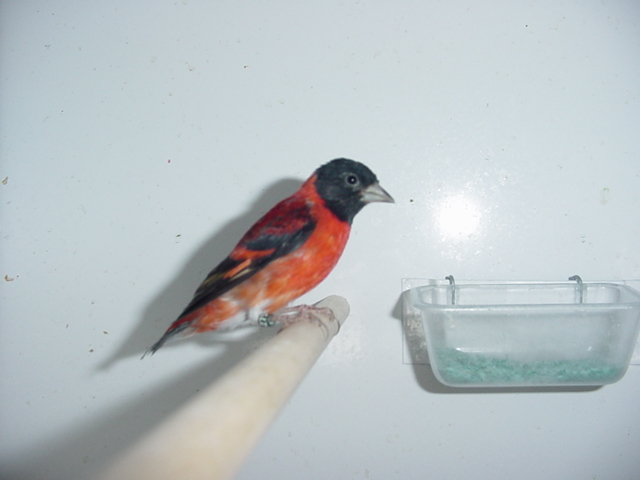
Maschio in cattività.

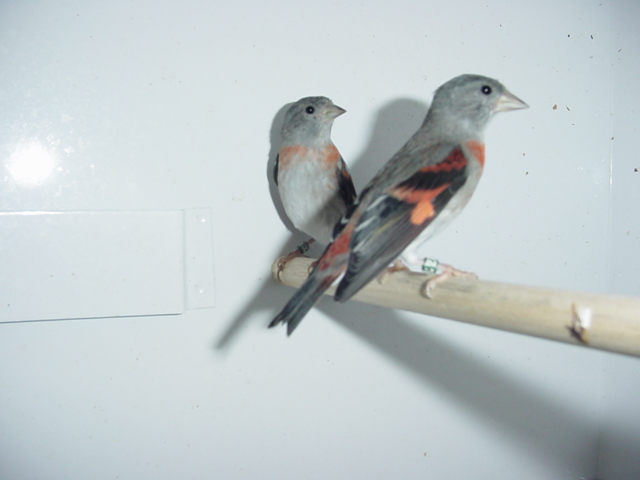
Due femmine in cattività.

### Dimensioni
Misura 10–11 cm di lunghezza, per circa 12 grammi di peso.

### Aspetto
Si tratta di uccelletti dall'aspetto minuto ma robusto, muniti di testa arrotondata, becco conico e appuntito, ali appuntite anch'esse e coda dalla punta lievemente forcuta.
Il piumaggio dei maschi è inconfondibile: la testa (faccia, fronte, vertice, guance, gola) è nera, così come nere sono la coda e le ali (queste ultime con ampi specchi rossi su copritrici e penne remiganti), mentre il resto del piumaggio (nuca, collo, petto, ventre, sottocoda, dorso e codione) è uniformemente di colore rosso vivido, più scuro e con sfumature nerastre su groppa e scapole e fianchi grigiastri, mentre nell'area della cloaca e sul sottocoda sono presenti isolate penne bianche. 

Il dimorfismo sessuale è evidentissimo, in quanto la femmina manca completamente del nero cefalico (mentre permane il nero di ali e coda, con le prime che presentano inoltre remigati dalle punte biancastre) e quasi completamente del lipocromo rosso, presente solo nelle zone di elezione (lati del petto, codione, specchi alari), mentre il resto della livrea è grigio, più chiaro su faccia e area ventrale e più scuro dorsalmente.

In ambedue i sessi il becco e le zampe sono di colore nerastro, mentre gli occhi sono di colore bruno scuro.
Il Cardinalino del Venezuela è diffusamente allevato in regime domestico, negli allevamenti di tutto il mondo a partire dal 1950 ed ha notevolmente modificato negli anni il proprio aspetto fenotipico cromatico, grazie ad ibridazioni con le mutazioni di allevamento del Lucherino eurasiatico (Spinus spinus), del Lucherino Testanera (Spinus magellanicus) e successivo ritorno selettivo verso il Cardinalino. Oggi ritroviamo in cattività  oltre il Cardinalino ancestrale, in origine prelevato in Natura, anche il Cardinalino del Venezuela di mutazione Pastello, Bruno, Pastello Bruno, Topazio, Diluito, Rubino (ad occhi rossi), sino all'ultimo tipo segnalato in ordine di tempo: il Cardinalino Pastello Ali Grigie (Chieppa F. - "Italia Ornitologica", febbraio 2019 https://www.foi.it/news-documenti-pubblicazioni/italia-ornitologica/annata-2019/febbraio-2019-sfogliabile.html).

## Biologia

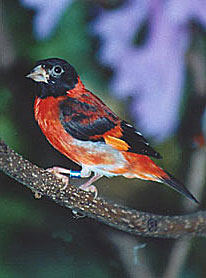
Esemplare maschio.

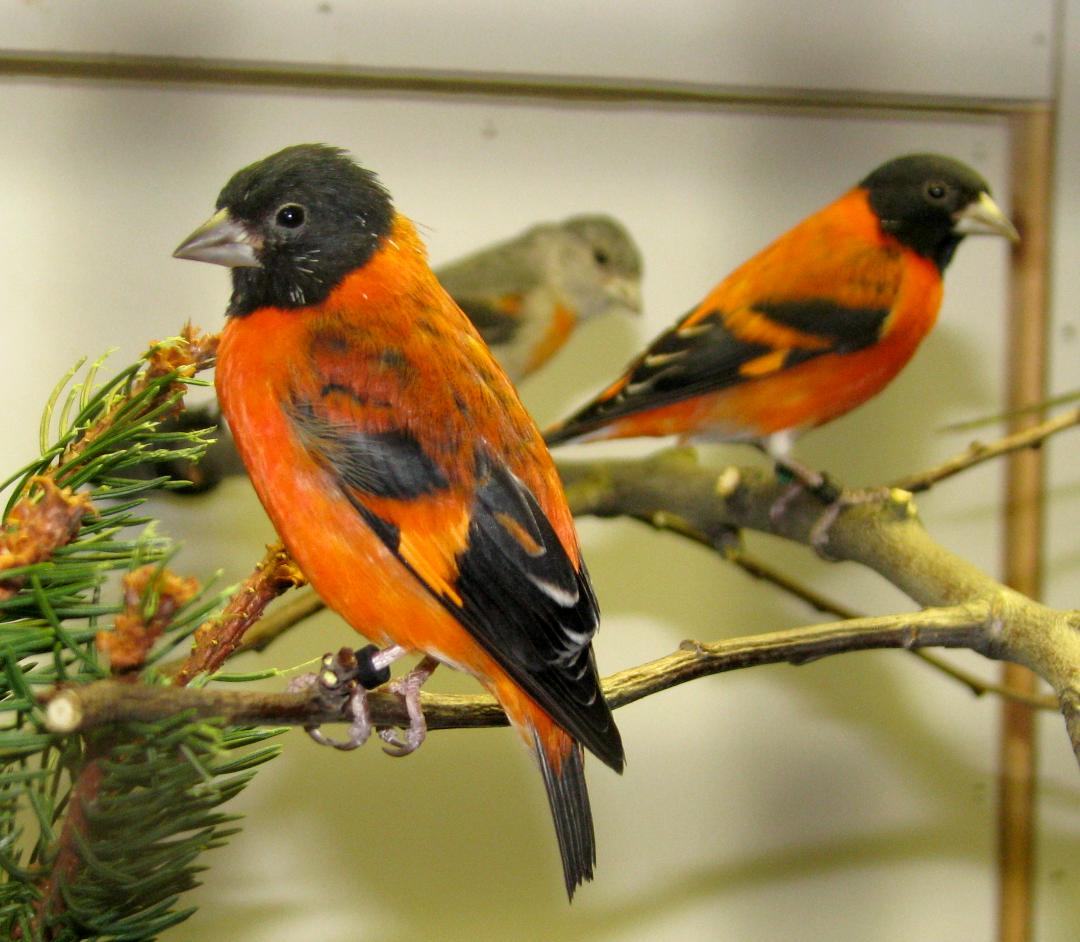
Due maschi e una femmina (in secondo piano) in cattività.

Il cardinalino del Venezuela è un uccelletto vispo e molto vivace, dalle abitudini di vita essenzialmente diurne: all'infuori della stagione riproduttiva, questi uccelli si riuniscono in stormi anche consistenti (compatibilmente con l'esiguo numero di esemplari rimasti allo stato selvatico), passando la maggior parte della giornata alla ricerca di cibo fra i rami o l'erba alta, salvo poi fare ritorno sul far della sera verso posatoi comuni fra gli alberi, fra i quali passare la notte al riparo da eventuali predatori.
Durante i loro spostamenti, i vari esemplari si tengono in contatto fra loro mediante richiami molto simili a quelli del becco di piombo: il canto dei maschi, invece, è molto vario e melodioso e ricorda quello del canarino.

### Alimentazione
Si tratta di uccelli prevalentemente granivori, la cui dieta è basata in massima parte dei piccoli semi di piante erbacee: il cardinalino del Venezuela si nutre inoltre anche di bacche, frutti (soprattutto di cactus e fichi), germogli, foglioline e, sebbene piuttosto sporadicamente e soprattutto durante il periodo riproduttivo (quando il fabbisogno energetico cresce esponenzialmente) di insetti ed altri piccoli invertebrati.

### Riproduzione
Il periodo degli amori va da maggio ai primi di luglio, con alcune coppie che nidificano nuovamente in novembre-dicembre. Si tratta di uccelletti rigidamente monogami, coi maschi che competono aspramente per le femmine cantando ed arruffando le penne per mostrare i colori brillanti, e che dopo la formazione delle coppie si dimostrano molto aggressivi e territoriali nei confronti dei conspecifici: nonostante questo, alcune popolazioni sembrerebbero mostrare la tendenza a formare colonie riproduttive, con territori ben delimitati e difesi dai maschi, ma coi nidi scarsamente distanziati fra loro.

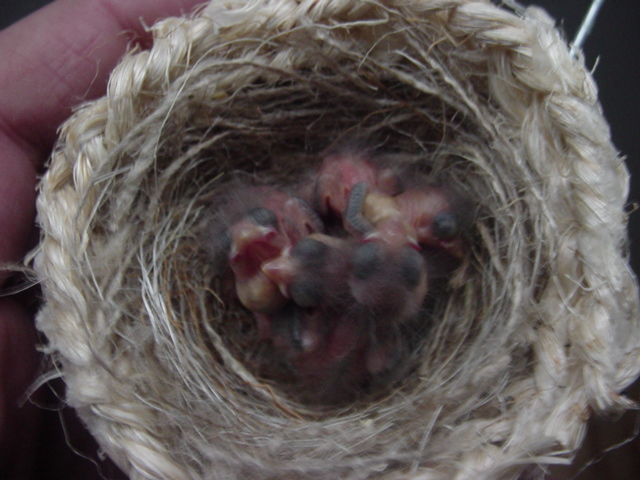
Nido con pulli di tre giorni in cattività.

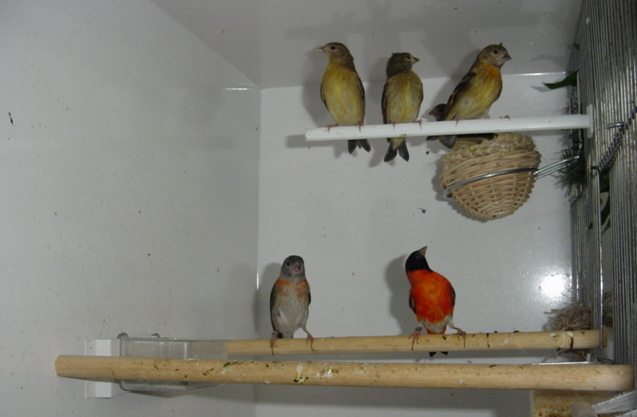
Coppia con giovani in cattività.

Il nido mostra la forma a coppa tipicamente osservabile fra i fringillidi e viene edificato dalla sola femmina fra i rami un albero, ben al riparo fra la vegetazione, utilizzando rametti e fibre vegetali intrecciate per definire la parte esterna e foderando l'interno con materiale soffice, come piumino e licheni. Al suo interno vengono deposte 3-5 uova di colore bianco-rosato, con rade maculature rossicce ai poli, che la femmina provvede a covare da sola (col maschio che staziona di guardia nei pressi del nido, difendendolo da eventuali intrusi ed occupandosi inoltre di reperire il cibo per sé e per la compagna) per circa due settimane, al termine delle quali schiudono pulli ciechi ed implumi. Fra gli allevatori di questi uccelli è opinione frequente che le uova fecondate tendano a schiarirsi di colore qualche giorno dopo la deposizione.

I piccoli vengono amorevolmente imbeccati da ambedue i genitori con abbondanti semi verdi e insetti rigurgitati: in tal modo, essi sono in grado d'involarsi attorno alle tre settimane di vita. I nidiacei restano tuttavia nei pressi del nido ancora per qualche tempo, chiedendo sempre più sporadicamente l'imbeccata ai genitori, per poi allontanarsi definitivamente e disperdersi attorno a un mese e mezzo circa dalla schiusa.

## Distribuzione e habitat

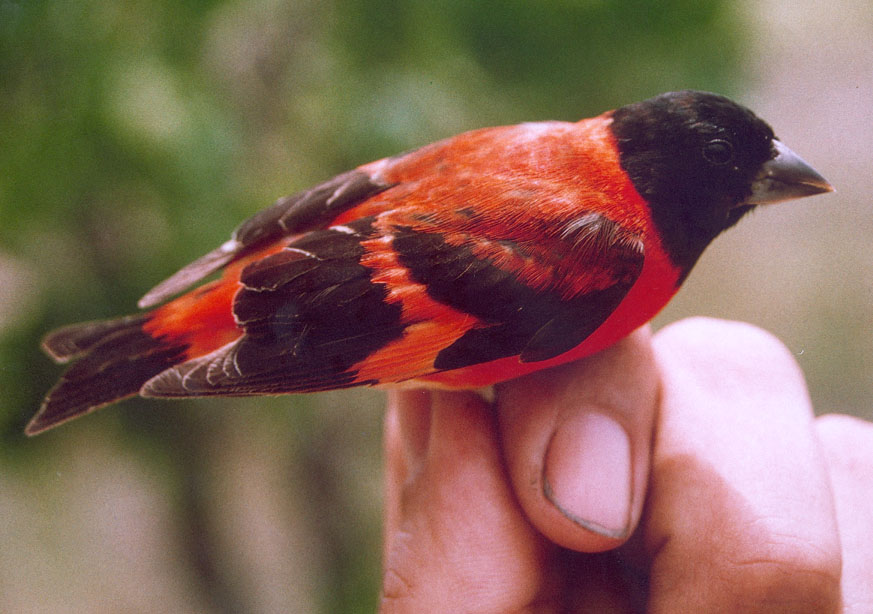
Maschio in Guyana.

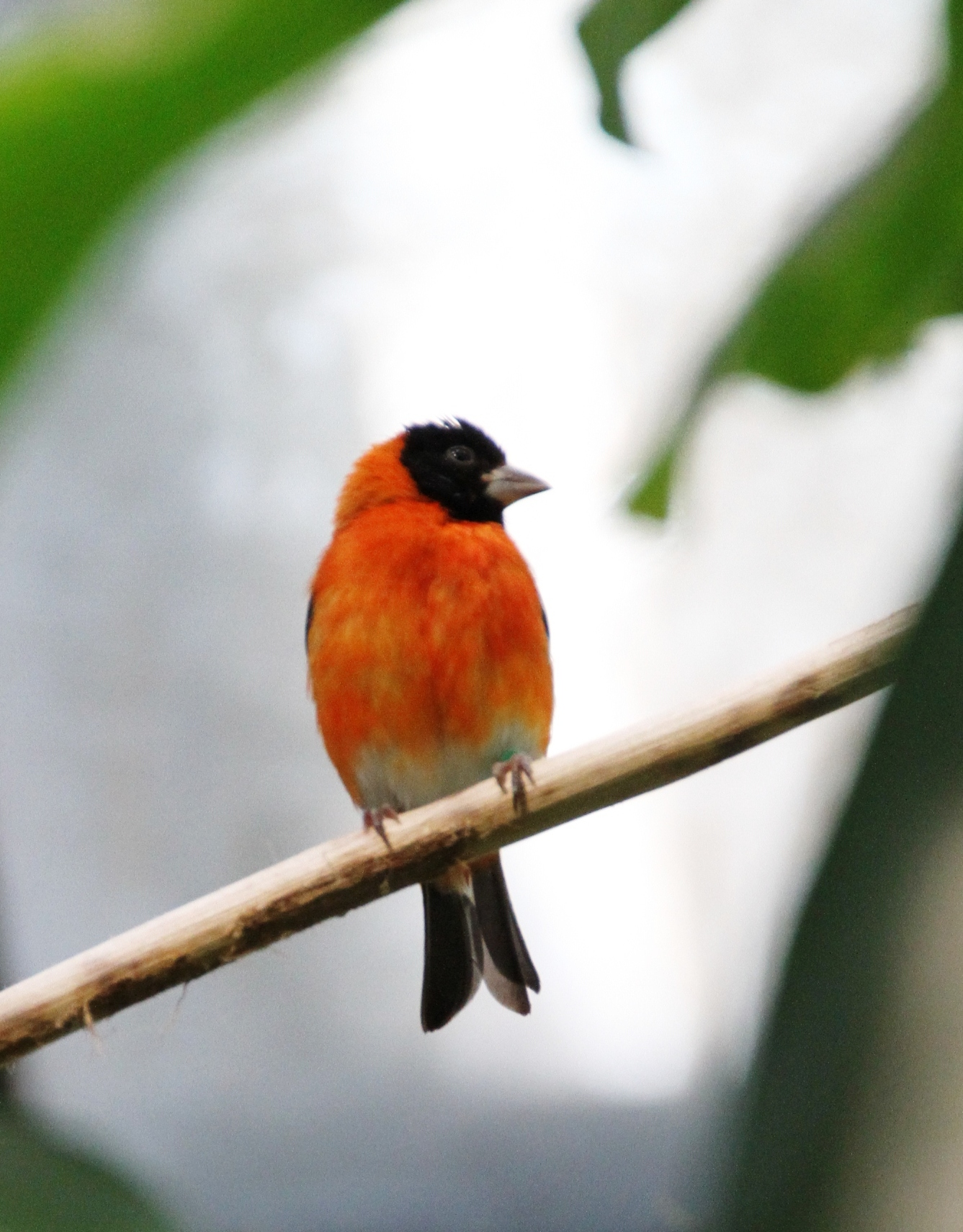
Maschio in voliera.

Il cardinalino del Venezuela, come intuibile dal nome comune, è diffuso con areale molto frammentato lungo la costa settentrionale del Venezuela ad est del Lago di Maracaibo: a dispetto del nome comune, tuttavia, lo si può osservare anche in Colombia nord-orientale (dipartimento di Norte de Santander) ed in Guyana sud-occidentale. La specie è stata inoltre introdotta a Porto Rico, dove si è naturalizzata, mentre la popolazione introdotta a Trinidad si crede estinta, mancando avvistamenti fin dagli anni '60.
L'habitat del cardinalino del Venezuela è rappresentato dalle aree boschive decidue o miste di pianura o pedemontane con presenza di radure erbose più o meno estese, oltre che dal limitare delle foreste sempreverdi e dalle aree cespugliose e di savana con presenza di alberi sparsi. Questi uccelli si dimostrano molto motili all'infuori della stagione degli amori, percorrendo anche fino a 50 km al giorno.

## Conservazione

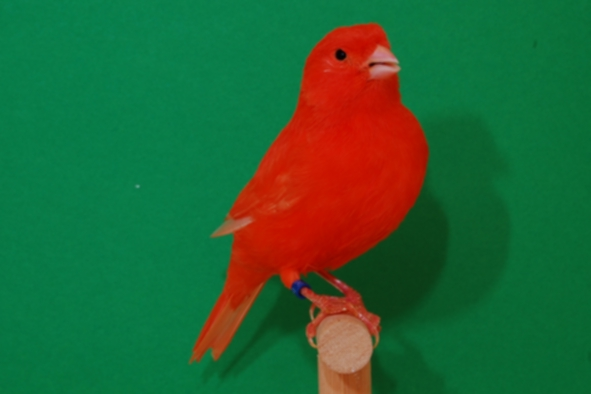
canarino rosso: il prelievo di cardinalini da ibridare coi canarini è stato uno dei fattori principali della loro rarefazione in natura.

In passato molto comune lungo tutto l'areale di diffusione, durante il XX secolo il cardinalino del Venezuela è stato prelevato in grande quantità dal proprio habitat per utilizzarlo come animale da gabbia e soprattutto per ibridarlo col canarino domestico al fine di trasmettere il colore rosso: gli ibridi maschi di cardinalino x canarina sono infatti fertili nel 50% dei casi se accoppiati con le madri, mentre le femmine sono, nella quasi totalità dei casi, sterili.

Se da un lato il prelievo per la cattività ha portato la specie sull'orlo della scomparsa, il suo allevamento in gabbia l'ha preservata dall'estinzione totale a causa dell'alterazione dell'habitat: tutti gli esemplari di cardinalino del Venezuela attualmente in commercio, infatti, sono nati in cattività (essendo il commercio di esemplari selvatici vietato), e spesso a partire da esemplari domestici si effettuano tentativi di reintroduzione in natura.
Attualmente si stimano in natura fra i 600 ed i 6000 esemplari di cardinalino, cui se ne sommano alcune migliaia scoperte nel 2003 in Guyana: la IUCN pertanto classifica questi animali come "specie a rischio di estinzione" (Endangered).
La specie è inserita nella Appendice I della CITES.